# Bernhard Russi
Bernhard Russi (* 20. srpna 1948, Andermatt, Švýcarsko) je bývalý švýcarský alpský lyžař a návrhář sjezdových tratí.
Ve Světovém poháru debutoval v roce 1968. Ve své kariéře vyhrál deset závodů Světového poháru a získal malý Křišťálový glóbus za sjezd v letech 1971 a 1972, v celkovém hodnocení SP byl nejlépe pátý v letech 1971, 1972 a 1977. V roce 1970 vyhrál sjezd na mistrovství světa v alpském lyžování ve Val Gardeně a v roce 1972 získal zlatou medaili ve sjezdu na olympiádě v Sapporu, která byla zároveň mistrovstvím světa. Na následující olympiádě v Innsbrucku byl ve sjezdu druhý za domácím Franzem Klammerem.
Po ukončení závodní kariéry v roce 1978 byl funkcionářem Mezinárodní lyžařské federace a komentátorem sportovních přenosů švýcarské televize. V roce 1988 byl pověřen výstavbou olympijské trati pro sjezd mužů v Calgary, jako projektant působil i na dalších olympiádách a světových šampionátech.